# دنت د پروک
دنت د پروک (به لاتین: Dent de Perroc) یک کوه در سوئیس است که در کانتون وله واقع شده‌است. دنت د پروک ۳٬۶۷۶ متر بالاتر از سطح دریا واقع شده‌است.